# ワールド・イズ・ノット・イナフ
『ワールド・イズ・ノット・イナフ』（原題: The World Is Not Enough）は、マイケル・アプテッド監督の1999年のスパイアクション映画。映画「ジェームズ・ボンド」シリーズの第19作。日本での公開は2000年2月5日。

## ストーリー
ボンド（ピアース・ブロスナン）はスペイン・ビルバオにいるスイスの銀行家の所へ赴き、強奪されたMI6の機密文書を取り戻すために石油王ロバート・キング卿が使った大金を回収することに成功する。その際、MI6エージェントを殺した犯人を白状しようとした銀行家は、自らの秘書を務めていた女暗殺者に殺されてしまう。ボンドの帰還後、実はM（ジュディ・デンチ）の同級生で友人でもあるキング卿は、回収された現金を確認するためにMI6を訪れる。Mへ任務の経過を報告している最中に、ボンドはその紙幣に罠が仕掛けられていることに気づくが間に合わず、キング卿は爆死した。キング卿が上着に付けていたブローチが偽物にすり替えられており、そこに内蔵された発振器が爆薬を染み込まされて一種の肥料爆弾と化した紙幣を発火させたのだった。ボンドはテムズ川のボート上でMI6を見張っていた女暗殺者を追うが、激しいチェイスの末に追い詰められた彼女は、投降を勧めたボンドに「彼からは逃げられない」という言葉を残して自爆する。
真犯人はKGB出身で、009に銃弾を頭に撃ち込まれ、体内に残った銃弾の影響で徐々に死につつある反面で痛みを感じない体となったテロリスト「レナード」（ロバート・カーライル）だと睨んだMI6は、キング卿の娘であり、レナードに誘拐・暴行された経験があるエレクトラ・キング（ソフィー・マルソー）が次に狙われると判断する。エレクトラ誘拐事件の捜査にはMI6も関与していたが、レナード確保のために彼女を見殺しにするような形になり、結局エレクトラが自力で脱出したという事実にMは罪悪感を覚えていた。エレクトラの警護を命じられたボンドは、彼女がキング卿から引き継いだ石油パイプライン工事を指揮しているアゼルバイジャンへ向かうが、誘拐事件の影響でエレクトラはMI6への不信感を抱いていた。二人がパイプラインの建設予定地である雪山に向かうと、パラモーター付きのスノーモービルを操る武装集団に襲われる。襲撃者たちを退けたことを機に急接近した二人は肉体関係に至った。
ボンドは情報を得るためにエレクトラを連れて、元KGBの実業家ヴァレンティン・ズコフスキー（ロビー・コルトレーン）が経営するカジノを訪れる。エレクトラはカジノでのカードゲームに100万ドルを賭けて負けるが、眉一つ動かさない姿を見せ、ボンドに疑念を抱かせる。その後、エレクトラの警備主任であるダヴィドフがレナードと内通していると突き止めたボンドは彼を殺害。ダヴィドフが偽造した核物理学者の身分証明書を奪い、彼になりすまして迎えの飛行機に乗る。
一方、レナードはカザフスタンで廃棄作業が進む旧ソ連製の核弾頭を奪取する作戦を進めていた。現地の旧ミサイル基地に着いたボンドは、地下のミサイルサイトでレナード一派が核弾頭一発から、位置情報を発信するロケーターを取り外すのを目撃。ボンドはレナードに銃を突きつけるが、彼はエレクトラの処女を奪ったのが自分であることを明かし、「生きている実感が無ければ死んだ方がマシだ（There's no point living, if you can't feel alive）」と語る。その言葉はエレクトラがカジノで発したものと同じだった。結局、核弾頭はレナードに奪取され、外されたロケーターだけを入手したボンドは弾頭解体作業に従事していた女性科学者クリスマス・ジョーンズの協力を得て地上へ脱出する。ボンドはエレクトラがストックホルム症候群の影響でレナードに愛情を抱き、協力しているのではないかと疑うが、詰め寄られたエレクトラは否定する。エレクトラの要請で彼女の下を訪れ、ボンドから証拠品のロケーターを受け取ったMも、彼の推論を理解しない。すると、奪われた核弾頭がキング社石油パイプラインのピグに仕掛けられ、石油備蓄基地に向かって暴走する事態が発生。クリスマスと共に核爆発の阻止に向かったボンドだが、弾頭内のプルトニウムを取り外すと奪われた量の半分に過ぎなかった。弾頭自体は時限装置によって爆散し、直前にピグから飛び降りたボンドたちは生還する。そして、ボンドの推測通りエレクトラはレナードと通じており、ボンドたちが爆死したと思った彼女とその部下によってMは拘束されてしまう。
ボンドはカスピ海沿岸にあるズコフスキーのキャビア工場に向かい、彼にエレクトラの意図を詰問するが、その最中にキング社の伐採カッター装備ヘリ部隊に襲われる。襲撃を撃退した後でズコフスキーは、エレクトラが賭け金を装って提供した資金と引き換えに、ズコフスキーの甥が艦長を務めるロシア海軍の原子力潜水艦をイスタンブールへ回航させる取引だったことを白状した。レナードの目的は原潜の乗員を皆殺しにして奪取し、残りのプルトニウムを使って精製した燃料棒を艦内の原子炉に挿入、メルトダウンを引き起こすことでボスポラス海峡を核汚染しタンカーの黒海通過を不可能にさせ、石油輸送ルートをキング社のパイプラインに独占させることだった。加えて真の黒幕であるエレクトラは、誘拐事件で自らを見殺しにした父とMへの復讐も企み、自ら進んでレナードを篭絡し、暴力を振るわれたように装っていたのだった。
ボンドたちはイスタンブールに向かい、ズコフスキーに案内された旧KGB現地拠点でロケーターの信号をキャッチする。エレクトラたちのアジトに幽閉されたMが、ポケットに入れていたロケーターを起動させたのだった。しかしズコフスキーの部下が裏切り、エレクトラに捕まってアジトに連行されたボンドはガローテによる拷問を受けて殺害されそうになる。そこへズコフスキー一党が救援に現れ、ズコフスキーがエレクトラに撃たれて致命傷を負いながらも、杖に仕込んだ銃で拘束具を破壊した。追ってくるボンドを「愛する女を殺せないはず」と挑発し、原潜に乗り込んだレナードに潜航するよう指示するエレクトラだが、ボンドは容赦なく彼女を射殺した。Mを救出し、攫われたクリスマスを追って潜水艦に飛び込んだボンドは、原子炉室でレナードと対峙する。痛みを感じないレナードとの格闘に苦戦するボンドだが、彼がプルトニウム入り燃料棒を原子炉へ挿入した瞬間を狙って冷却装置を起動し、ガス圧を受けて噴出した燃料棒が胸に突き刺さってレナードは死亡。メルトダウンも原子力潜水艦を水中へ沈めたことで阻止された。
MI6本部へ帰還したMは、いまだ消息不明のボンドとクリスマスの捜索を命じる。人工衛星からの赤外線センサーで調査したところ、画面にはベッドの上で絡み合いながら体温を上げていく二人の姿が映っていた。本部の一同が呆気にとられる中、Qの後継者”R”（ジョン・クリーズ）は映像をストップし、「2000年問題による誤作動かもしれない」と誤魔化すのだった。

## スタッフ
- 監督 - マイケル・アプテッド
- 製作 - マイケル・G・ウィルソン、バーバラ・ブロッコリ
- 原案 - ニール・パーヴィス、ロバート・ウェイド
- 脚本 - ニール・パーヴィス、ロバート・ウェイド、ブルース・フィアステン
- 音楽 - デヴィッド・アーノルド
- 主題歌 - ガービッジ
- 撮影 - エイドリアン・ビドル
- 編集 - ジム・クラーク
- プロダクション・デザイン - ピーター・ラモント
- 美術 - ニール・ラモント
- 特殊効果 - クリス・コーブルド
- 視覚効果 - マラ・ブライアン
- メインタイトル・デザイン - ダニエル・クレインマン
- 日本語字幕 - 戸田奈津子[3]

## キャスト

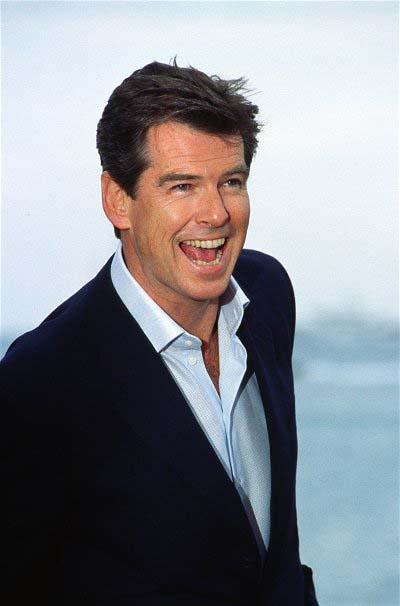
主人公のピアース・ブロスナン
（2002年撮影）

- ジェームズ・ボンド - ピアース・ブロスナン

コードネーム007。戦闘能力と諜報能力は勿論ずばぬけており、多方面の知識に通じる。水上ボートで市街地を突っ切る荒唐無稽な行動力も持つ。
- エレクトラ・キング（英語版） - ソフィー・マルソー

本作のボンドガール。ロバート・キング卿の娘。キング卿の死後に事業を継いで、母方のルーツがあるアゼルバイジャンを通る石油パイプライン建設を進める。裏では自ら進んでレナードと手を組み、石油の利権独占計画を企む一面を持っている。
- クリスマス・ジョーンズ - デニス・リチャーズ

もう1人のボンドガール。核物理学者。旧ソ連各地で核兵器の解体作業に携わっている。エレクトラがレナードと手を組んだことが明らかになった後、ボンドの協力者となる。
- ロバート・キング - デヴィッド・カルダー

石油王。M曰く、人間的に優れ、学生時代から大物。エレクトラ誘拐時に身代金を払わなかった為、レナードと組んだエレクトラに復讐され爆死する。
- ヴィクトル・ゾーカス（通称：レナード） - ロバート・カーライル

元KGBの暗殺者でテロリスト。無政府主義者。かつてエレクトラを誘拐し、彼女が脱出した後で009から銃弾を頭に撃ち込まれ、一命を取りとどめた過去がある。体内に残って動き続ける弾丸の影響でいずれ死を迎えるが、それまでは触覚、嗅覚、痛みを感じない不死身の強さを手にした。
- ヴァレンティン・ズコフスキー - ロビー・コルトレーン

元KGBのロシアンマフィア。表の稼業として、カジノやキャビア養殖などのビジネスを展開している。『ゴールデンアイ』以来の登場。
- ブル - ゴールディー（英語版）

ズコフスキーの側近。金融機関を信用せず、資産代わりとして総金歯にしている。物語の終盤にズコフスキーを裏切って爆弾を仕掛け、爆発から逃れたボンドとクリスマスを捕まえてレナードたちのアジトに連行するが、ズコフスキーに襲撃され射殺される。
- M - ジュディ・デンチ

MI6の局長。
- チャールズ・ロビンソン - コリン・サーモン

ボンドの同僚。
- Q - デスモンド・リュウェリン

MI6のQ課の課長。無鉄砲なボンドに呆れることがある。近々、引退する。
- R - ジョン・クリーズ

Qの後継者。ボンドカーや秘密装備を提供する。車のドアに服を挟んで破いてしまう間の抜けた一面がある。
- マネーペニー - サマンサ・ボンド

Mの秘書。ボンドに好意を抱いているが、彼の女癖の悪さをたびたび皮肉っている。
- ビル・タナー（英語版） - マイケル・キッチン
- カジノの客 - 森川美穂
- ドクター・ウォームフラッシュ - セレナ・スコット・トーマス

MI6の医師。左肩を痛めた007から誘惑され、任務復帰に支障ないとの診断書を作成する。
- アルコフ博士 - ジェフ・ナットール

レナードと通じており、雪山の襲撃も手配した。
- ジュリエッタ・ダ・ヴィンチ（シガー・ガール） - マリア・グラツィア・クチノッタ

銀行家の秘書を装っていた暗殺者。キング卿爆死の際にもMI6を監視しており、それに気付いたボンドに追われ、サーカスの気球に跳び移る。追い詰めたボンドから投降を勧められるが、「彼の手からは逃れられない」と言い残し自爆する。
- ダヴィドフ - ウルリク・トムセン

エレクトラの警備主任。裏ではレナードと通じている。

## ボンドガール
ボンドガールにはソフィー・マルソーと、デニス・リチャーズ（アメリカ）が選ばれた。
ソフィー・マルソーは『ラ・ブーム』でデビューし、日本でも人気になった女優である。
科学者を演じた美人女優デニス・リチャーズはある意味でソフィー・マルソー以上の人気を獲得した。彼女は自分の役割を「頭がよく」、「行動的」と考えていたが、彼女はその役柄を充分演じられていないと批判された。しばしばローカットのタンクトップと、タイトなショーツで構成された彼女の服装は、好ましくないというメディアの評価を引き出した。リチャーズは、多くの観客が彼女の服装を「からかった」が、「ボンドガールの私が本当に科学者のように見えたら、ボンドのファンは失望しただろう」と述べた。

## 興行成績
本作は1999年の映画の世界興行成績で第8位を記録し、インフレ率を考慮しない場合、前々作の『007 ゴールデンアイ』を超えるシリーズで「過去最高の興行成績」となった。

## 主題歌
アメリカのロック・バンド、ガービッジが起用され主題歌を担当した（ヴォーカルのシャーリー・マンソンはイギリス出身）。イギリスの「ミュージック・ウィーク」誌では、最高位11位を獲得しているが、アメリカではチャート入りを果たせなかった。同サウンドトラック・アルバムもチャート入りを逃している。
日本版限定エンディングとしてLuna Seaの「Sweetest Coma Again feat.DJ KRUSH」が使用されている。

## キャラクター、キャストなど
- 複雑化した現代社会を描いており、シリーズの中では、やや複雑なストーリーとなっている。
- ブロスナンのシリーズでは初めてシリアス路線となっており、ボンドも無抵抗の敵の下っ端を射殺するなど、ハードな部分が多く、その分ボンドの恒例のジョークはあまり登場しない。アクションシーンも冒頭のボートチェイス以降はやや地味なものが多くなっている。デヴィッド・アーノルドが担当した音楽もそれまでより不気味さ・冷たさ・哀愁を漂わせるものが多い。
- 本作はメトロ・ゴールドウィン・メイヤー75周年記念作品だった。
- MI6のスコットランド支部として登場するセイン城では初代Mを演じたバーナード・リーの肖像画が掛けられている。
- 劇中でQは引退することをボンドに告げ、Rを紹介してボンドに別れの言葉を述べる。これはQを演じるデスモンド・リュウェリンが年齢を理由に俳優業からの引退を表明したため。Rがエレベーターで上がりながら登場するのに対してQがエレベーターで下に下がって退場する、という象徴的な場面がある。さらに、ラストでRはMI6の一同とともにいるが、いつもいるはずのQがそこにいないのも同様の演出。なお、Rとはボンドがジョークとして言ったものであり、キャスト表にもRと明記されているだけで、彼が本当にRと呼ばれていたかは不明。
- 公開前からQ引退の噂は世界中のファンの間で話題になっており、リュウェリンの続投を望むファンの声は多かったが、撮影終了の6週間後に彼は交通事故で死亡してしまったため叶わぬものとなり、本当に本作が彼の遺作となってしまった[9][10]。
- MI6のスコットランド支部ではボンドが好意を抱いている医師のモリー・ワームフラッシュ博士がいる。ボンドの誘惑に負け、情熱的な昼下がりを過ごすとボンドに「健康証明証」を発行し、マネーペニーに嫌味を言われてしまう。
- 本作は、メインのボンドガールが死亡する数少ない作品。他にも『女王陛下の007』、『カジノ・ロワイヤル』でもメインのボンドガールが死亡するが、それらとは違ってボンド自身が任務遂行のため射殺する点で大きく異なる。

## エピソード
- デニス・リチャーズは本作でゴールデンラズベリー賞の最低助演女優賞を受賞する結果となった。
- 日本人歌手の森川美穂がカジノの客としてカメオ出演している[11]。
- 「ワールド・イズ・ノット・イナフ」（世界を手に入れてもまだ足りない）はボンド家の家訓。劇中でもボンドが囚われ拷問されているさいに口走っている。『女王陛下の007』ではボンドが紋章院を訪ね、この語句が書かれた紋章が先祖のものだと教えられるくだりがある。
- エンドクレジット直前に「JAMES BOND WILL RETURN」の文字が入っている（通常はエンド・ロールの最後に「次回作でまたお会いしましょう」という日本語字幕と共に表示されている）。
- レナード役には、当初ゲイリー・オールドマンが候補に上がっていた。
- 日本版DVDではオープニングや、ズコフスキーの工場にヘリカッターが出現する場面などで字幕が極端にずれている現象が見られる。これは不具合やミスではなく、マルチアングル機能を利用してシーンの舞台裏を再生するシークレット・アクセスと字幕との共存が技術的に不可能だったためである。
- 公開から約7年後にユナイテッド・インターナショナル・ピクチャーズが解散したため[12]、007シリーズとしては最後のユナイテッド・インターナショナル・ピクチャーズ配給作品となった。

## 日本語吹替
| 役名                       | 俳優                           | ソフト版 | テレビ朝日版 |
| -------------------------- | ------------------------------ | -------- | ------------ |
| ボンド                     | ピアース・ブロスナン           | 横島亘   | 田中秀幸     |
| エレクトラ                 | ソフィー・マルソー             | 山崎美貴 | 佐々木優子   |
| クリスマス                 | デニス・リチャーズ             | 藤貴子   | 佐藤あかり   |
| レナード                   | ロバート・カーライル           | 諸角憲一 | 古川登志夫   |
| M                          | ジュディ・デンチ               | 森田育代 | 沢田敏子     |
| マネーペニー               | サマンサ・ボンド               | 加藤優子 | 佐藤しのぶ   |
| Q                          | デスモンド・リュウェリン       | 田口昂   | 北村弘一     |
| R                          | ジョン・クリーズ               | 島香裕   | 塚田正昭     |
| ズコフスキー               | ロビー・コルトレーン           | 手塚秀彰 | 玄田哲章     |
| ブル                       | ゴールディ                     | 緒方文興 | 後藤敦       |
| ロバート・キング卿         | デヴィッド・コールダー         |          | 稲垣隆史     |
| ダヴィドフ                 | ウルリク・トムセン             | 柳沢栄治 | 大塚芳忠     |
| ビル・タナー               | マイケル・キッチン             | 御友公喜 | 福田信昭     |
| ロビンソン                 | コリン・サーモン               |          | 佐々木誠二   |
| ラシェーズ                 | パトリック・マラハイド         |          | 小島敏彦     |
| シガー・ガール             | マリア・グラツィア・クチノッタ | 藤貴子   | 安藤みどり   |
| モリー・ウォームフラッシュ | セレナ・スコット・トーマス     | 園田恵子 | 入江純       |
| アカキエビッチ大佐         | クロード＝オリヴィエ・ルドルフ | 廣田行生 | 山野井仁     |
| ガボール                   | ジョン・セル                   |          | 西凜太朗     |
| アルコフ博士               | ジェフ・ナトール               | 島香裕   | 関貴昭       |
| パイプライン技術者         | ジミー・ルズーニス             |          | 伊藤和晃     |
| 通信士                     | クローシュ・アサド             | 中田雅之 | 田中完       |

- ソフト版 - 初出2000年8月4日発売VHS/DVD特別編、2006年11月22日発売 DVD アルティメット・コレクション

演出 - 福永莞爾、翻訳 - 宮川桜子、調整 - 長井利親、製作 - ブロードメディア・スタジオ
- テレビ朝日版 - 初回放映2003年3月2日21:00-23:24 『日曜洋画劇場』（正味約120分） ※キングレコードから発売の特別版DVDに収録。

演出 - 福永莞爾、翻訳 - 平田勝茂、効果 - リレーション、調整 - 山田太平、製作 - ブロードメディア・スタジオ

## ノベライズ
- レイモンド・ベンソン 著、小林浩子 訳『ワールド・イズ・ノット・イナフ』角川書店、2000年1月25日。ISBN 9784042767022。
- Benson, Raymond (1999-11-18). Tommorrw Never Dies. Hodder & Stoughton. ISBN 9780340765463

## 秘密兵器
- ワルサーP99、メガネのボタンを押すと炸裂し、相手を怯ませることができる。
- 透視メガネ。このレンズを通すと、衣服の下に隠されているハーネス・銃器・刃物といった物体を可視化できる。当然ながら女性の下着まで丸見えになってしまうため、使用した際はボンドも目のやり場に困っていた。
- 小型ボート。MI6本部にあった試作機で冒頭の暗殺実行犯とのボートチェイスに使用。後方にあるジェット噴射装置を使用しているため、水面だけでなく地上もある程度移動可能となっている。潜水機能付き。船体正面の発射装置2門から追尾式小型魚雷を射出できる。ボートチェイス後に中破してしまった。
- シェルター機能付きスキージャケット。エレクトラとのスキーの際に着用。ジャケットの紐を引くことでシェルターを展開する。雪山で襲撃者たちのモービルが墜落した衝撃でクレバスが崩れ、ボンドとエレクトラが雪に埋まった際に使用した。
- クレジットカード型キーピック。ICチップを取り、VISAのロゴがある側をスライドさせることでキーピックが展開する。
- スイスの高級腕時計メーカーの「シーマスター ダイバー 300M」を着用している[14]。前作と同じ機種を使用している。文字盤が点灯し、非常灯となる。また、フックのついたワイヤーを発射し、それを巻き取って身体を持ち上げ脱出する、といった機能を持つ[15][16]。
- ボンドカーとしてBMW・Z8が使用された。ミサイル発射装置や、遠隔操作機能を搭載している。

### 参照
1. 1 2 3  “The World Is Not Enough (1999)”.  Box Office Mojo. 2010年8月5日閲覧。
2. ↑  2000年興行収入10億円以上番組 (PDF)  - 日本映画製作者連盟 2017年10月30日閲覧。
3. ↑  ワールド・イズ・ノット・イナフ - 作品情報・映画レビュー -
4. ↑  “List Movies by worldwide gross” (英語).  The Numbers. 2009年8月24日閲覧。
5. ↑  “Box Office History for James Bond Movies” (英語). 2009年8月24日閲覧。
6. ↑  https://www.uta-net.com/song/37768/
7. ↑  https://music.oricon.co.jp/php/lyrics/LyricsDisp.php?music=100485
8. ↑  “Sweetest Coma Again feat.DJ KRUSHの歌詞 | LUNA SEA”. ORICON NEWS. 2021年8月1日閲覧。
9. ↑  BBC News “Bond actor killed in crash” (英語). BBCニュース. (1999年12月19日) 2009年6月15日閲覧。 {{cite news}}: |url=の値が不正です。 (説明)⚠
10. ↑  Judd, Terri (1999年12月20日). “Crash kills Desmond Llewelyn, Bond's `Q'” (英語). インデペンデント 2009年6月15日閲覧。
11. ↑  “あの『007/慰めの報酬』に重大ミス!? シリーズ2作目には、故・水野晴郎さんのこだわり誤変換も!!”. シネマトゥデイ (株式会社シネマトゥデイ). (2010年3月5日) 2023年10月6日閲覧。
12. ↑  “洋画配給ＵＩＰ日本支社が年内で解散 - シネマニュース : nikkansports.com”. www.nikkansports.com. 2022年8月1日閲覧。
13. ↑  “007 ワールド・イズ・ノット・イナフ”.   ふきカエル大作戦!!. 2022年7月29日閲覧。
14. ↑  “ジェームズ・ボンド・ウォッチとはどのシーマスター・ウォッチなのでしょうか?”.  オメガ. 2009年8月16日閲覧。
15. ↑  ボンドウォッチプロジェクト
16. ↑  James Bond Gadget Watch History at Watchismo Times